# Józef Sienkiewicz
Józef Eugeniusz Sienkiewicz (ur. 31 marca 1954 w Pasłęku) – fizyk, specjalista z zakresu fizyki teoretycznej, fizyki atomowej, fizyki komputerowej oraz informatyki stosowanej, profesor zwyczajny na Politechnice Gdańskiej. W latach 2008 do 2012 dziekan na Wydziale Fizyki Technicznej i Matematyki Stosowanej, w kadencji 2012–2016 oraz 2024–2028 prorektor Politechniki Gdańskiej.

## Życiorys
W 1979 roku otrzymał dyplom magistra fizyki na Uniwersytecie Gdańskim, tam też obronił doktorat w tej dziedzinie (w 1984 r.); w 1993 r. został doktorem habilitowanym na UMK. Tytuł naukowy profesora nauk fizycznych uzyskał w 2002 roku.
Obecnie Sienkiewicz zajmuje się m.in. oddziaływaniem międzyatomowym, zderzeniami elektronowymi, laserami rentgenowskimi oraz równaniem Diraca.
Józef Sienkiewicz jest autorem 42 artykułów opublikowanych w czasopismach z tzw. listy filadelfijskiej. Dotychczas kierował 6 grantami KBN oraz uczestniczył w 4 projektach Europejskiej Fundacji Nauki.
Jako wyraz uznania za wyniki w pracy naukowej i dydaktycznej otrzymał 3 nagrody naukowe Rektora Uniwersytetu Gdańskiego i nagrodę naukową oraz nagrodę dydaktyczną Rektora Politechniki Gdańskiej.

## Odznaczenia
- Złoty Krzyż Zasługi (2000)[2][4]
- Medal Komisji Edukacji Narodowej[2]